# Крыжановка (Катерино-Платоновский сельский совет)
Крыжановка (укр. Крижанівка) — село, относится к Ширяевскому району Одесской области Украины.
Население по переписи 2001 года составляло 165 человек. Почтовый индекс — 66861. Телефонный код — 4858. Занимает площадь 0,33 км². Код КОАТУУ — 5125481403.

## Местный совет
66861, Одесская обл., Ширяевский р-н, с. Катерино-Платоновка, ул. Калинина, 26